# Дятловый попугайчик Сальвадори
Дятловый попугайчик Сальвадори (лат. Micropsitta keiensis) — птица семейства попугаевых.

## Внешний вид
Длина тела составляет около 9,5 см; вес 10—12 г. Окраска оперения зелёная, верхняя сторона темнее нижней. На перьях имеется узкая чёрная кайма. Верхняя часть головы у самок бледно-жёлтого цвета, у самцов охристо-жёлтая или тёмно-жёлтая, каёмка на перьях у самцов красноватая. Окраска щёк тёмно-коричневого цвета, с частичными голубыми каёмками. Кроющие перья крыла чёрные, с зелёным окаймлением. Нижние и средние кроющие перья хвоста жёлтые. Сверху хвост синего цвета, на рулевых перьях — чёрные отметины.

## Распространение
Обитает на Новой Гвинее и близлежащих островах.

## Образ жизни
Населяют субтропические и тропические влажные леса и мангровые заросли.

## Классификация
Вид включает в себя 2 подвида:
- Micropsitta keiensis chloroxantha Oberholser, 1917
- Micropsitta keiensis keiensis (Salvadori, 1876)